# Русаков, Виктор Антонович
Ви́ктор Анто́нович Русако́в (15 апреля 1906, пос. Всеволодо-Вильва, Соликамский уезд, Пермская губерния — 30 июня 1942, Пестово) — советский военачальник, генерал-майор авиации, командующий ВВС Черноморского флота.

## Биография
Родился в посёлке Всеволодо-Вильва Соликамского уезда Пермской губернии (ныне — в составе Александровского муниципального округа Пермского края).
В 1925—1927 годах обучался в Военно-морском училище им. М. В. Фрунзе. В 1928 году окончил военно-техническую школу ВВС РККА. С декабря 1928 года служил на должностях техника и инженера 60-й авиационной эскадрильи. 1 ноября 1932 года награждён орденом Красной Звезды.
В 1934 году окончил 1-ю военную школу лётчиков. С января 1934 года служил лётчиком и командиром звена. После введения персональных воинских званий присвоено звание капитана. В феврале — декабре 1937 года командовал 14-й авиационной эскадрильей. В декабре 1937 года назначен командиром 71-й скоростной бомбардировочной авиационной бригады. В марте 1938 года назначен командиром 9-го истребительного авиационного полка.
В июне 1938 года полковник Русаков назначен командующим ВВС Черноморского флота. 29 мая 1939 года присвоено звание комбрига. В 1940 году окончил курсы усовершенствования высшего начальствующего состава при Академии Генерального штаба РККА. 4 июня 1940 года присвоено звание генерал-майора авиации. В 1941 году окончил курсы усовершенствования высшего начальствующего состава при Военно-морской академии.
После начала Отечественной войны оставался в должности командующего авиацией Черноморского флота и одновременно в октябре 1941 года командовал авиацией Севастопольского оборонительного района. 21 октября 1941 года приказом наркома ВМФ Н. Г. Кузнецова с формулировкой «за плохое руководство, за недисциплинированность, за пьянство» был снят с должности командующий ВВС ЧФ.
В ноябре 1941 года назначен заместителем командующего ВВС Краснознаменного Балтийского флота.
В докладе особого отдела ВВС КБФ по итогам первого года боевых действий генерал В. А. Русаков был обвинён в полнейшем бытовом разложении и в систематическом пьянстве.
Умер 30 июня 1942 года в госпитале после аварии самолёта у деревни Климовщина Пестовского района Новгородской области. Похоронен в городе Пестово. 6 мая 1965 года посмертно награждён орденом Отечественной войны I степени.

## Память
Именем генерал-майора авиации В. А. Русакова названа улица в г. Пестово.